# Omicidio di Girolamo Minervini

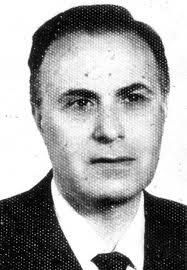

L'omicidio di Girolamo Minervini venne commesso a Roma il 18 marzo 1980 dalle Brigate Rosse. 

## Storia
Girolamo Minervini fu un magistrato che venne ucciso il 18 marzo 1980, vittima di un attentato delle Brigate Rosse, il giorno successivo all'assunzione dell'incarico di direttore generale degli Istituti di prevenzione e pena del Ministero della giustizia. Un gruppo di fuoco delle Brigate Rosse lo trovò a bordo di un autobus in via Ruggero di Lauria, mentre si recava al lavoro, volutamente senza scorta per non mettere a rischio la vita di altre persone, dinanzi a decine di testimoni di cui solo uno ha prestato poi testimonianza. I brigatisti che uccisero il giudice furono identificati dalle risultanze processuali in Francesco Piccioni e Sandro Padula.
Minervini fu consulente giuridico dell'ISTAT, segretario generale del Centro nazionale di prevenzione e difesa sociale, presidente dell'Istituto di studi penitenziari, membro del Consiglio superiore della magistratura, vice direttore generale degli Istituti di prevenzione e pena, sostituto procuratore generale della Corte suprema di cassazione.